# Josep Duran i Pejoán
Josep Duran i Pejoán (Cadaqués, Alt Empordà, cap al 1730 - Barcelona, 24 de gener de 1802) fou un compositor d'òpera i música religiosa català que es va moure entre el Barroc i el Classicisme. Des de 1756 fou mestre de capella del Palau de la Comtessa de Barcelona, i des de 1780 de la catedral de Barcelona.
De clara influència italiana, fou deixeble de Francesco Durante, a Nàpols. Quan tornà a Barcelona, fou mestre de capella del marquès de Los Vélez i, segons que sembla, també de la catedral. Dirigí sovint l'execució d'òperes al Teatre de la Santa Creu, i contribuí a afermar-hi el gust pel drama líric italià.

## Biografia
La seva carrera musical començà als 18 anys, l'any 1748 entrà com a cantor a la capella de música del Palau de la Comptessa de Barcelona, aquell mateix any fou nomenat coadjutor de Bernat Tria, mestre de capella del palau en aquell moment. Auspiciat per la mateixa capella, rebé un ajut per a ampliar els estudis musicals a Nàpols, on hi va viure de 1749 a 1756. Durant la seva estada a Nàpols, Duran i Pejoán estudià amb Francesco Durante, mestre de capella de gran renom, ell l'influí en l'art de la composició. També treballà al Conservatorio di Sant'Onofrio, on Domènec Terradelles li havia obtingut una plaça.
No va ser fins a l'any 1756, dos anys després de la mort de Bernat Tria, antic mestre de capella del palau de la Comptessa, que Josep Duran va tornar a Barcelona. Va ser llavors quan ocupà la plaça que ocupava Bernat Tria: Mestre de capella del palau.
Els italianismes introduïts per Duran a les obres religioses i la tècnica musical que emprava van provocar polèmica, sobretot entre ell i Jaume Casellas, mestre de capella de la seu de Toledo, a qui no li va plaure gaire. De fet, la polèmica va desencadenar-se a partir de la composició de Madrigale a quattro voci. Aquesta obra fou censurada pel mateix Casellas.
Per solemnitzar l'arribada de Carles III a Barcelona, l'any 1759, Josep Pujol, mestre de capella de la catedral de Barcelona, i Josep Duran treballaren conjuntament en la composició de diverses obres.
Duran es jubilà de les funcions del magisteri musical l'any 1780. Des de llavors i fins a l'any 1783, mantingué correspondència amb l'eminent erudit i historiador de la música Giovanni Battista Martini.

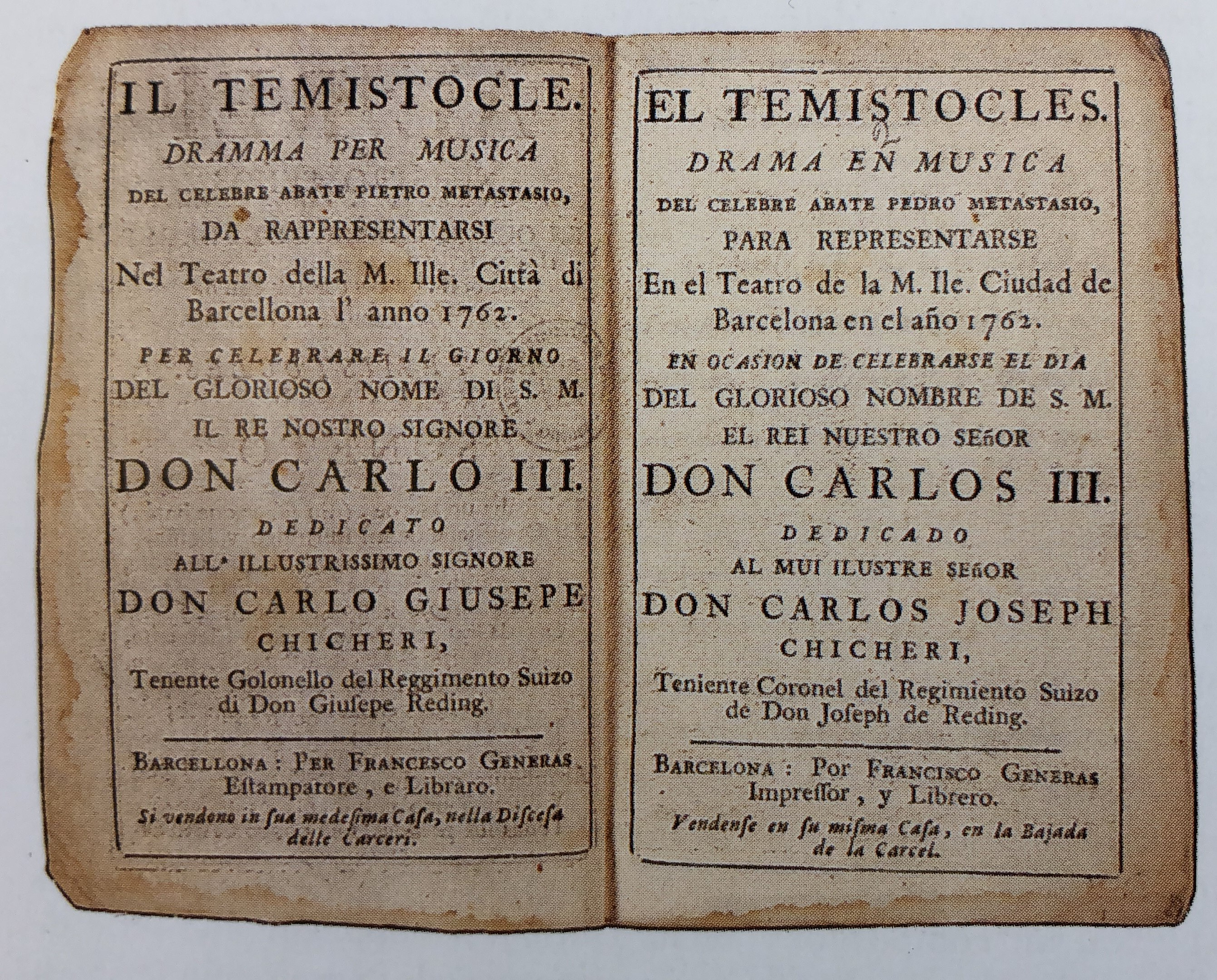
Llibret de "Il Temistocle". Segona obra que Josep Duran estrenà al Teatre de la Santa Creu de Barcelona el 1762 i de la qual s'ha perdut la partitura.

Malauradament, són molt poques les obres de Duran que s'han conservat, algunes de les quals estan incompletes; d'altres obres només s'han conservat els textos i/o llibrets, i dues són d'autoria incerta. El repertori comprèn música religiosa -en llatí i en romanç-, música teatral -dues òperes de les quals només resta el llibret- i producció simfònica -obertures.

## La primera òpera catalana estrenada a Catalunya
Coetani dels inicis del Classicisme, va compondre molta música religiosa i oratoris, activitats que va alternar amb la composició d'obres no religioses, com dues òperes que es van estrenar els anys 1760 i 1762. A més del Barroc d'origen, Duran es va vincular també als models de l'època en el camp del simfonisme d'aleshores, tot plegat, però, dins l'italianisme del qual Duran va ser un representant destacat dins l'àmbit hispànic.
Fou l'autor de la primera òpera amb música escrita per un català que es va estrenar a Catalunya: Antigono, estrenada el 10 de juliol de 1760 al Teatre de la Santa Creu, amb llibret italià, com era corrent a l'època.
Una segona producció, Temistocle, basada en un text del famós llibretista Metastasio, s'estrenà al mateix Teatre de la Santa Creu el 4 de novembre de 1762 «en ocasión de celebrar el día del glorioso nombre de S. M. el Rey nuestro señor Carlos III». La coincidència de les estrenes amb els sants deis reis respon a la pràctica, observada en aquelles èpoques, de celebrar les onomàstiques de les
persones reials amb la representació d'una òpera nova.
També ens n'han arribat dues obertures, una en re major i una altra en fa major.